# Dierogekko nehoueensis
Dierogekko nehoueensis är en ödleart som beskrevs av  Bauer, Jackman SADLIER och WITHAKER 2006. Dierogekko nehoueensis ingår i släktet Dierogekko och familjen geckoödlor. IUCN kategoriserar arten globalt som akut hotad. Inga underarter finns listade i Catalogue of Life.